# Neurorechten

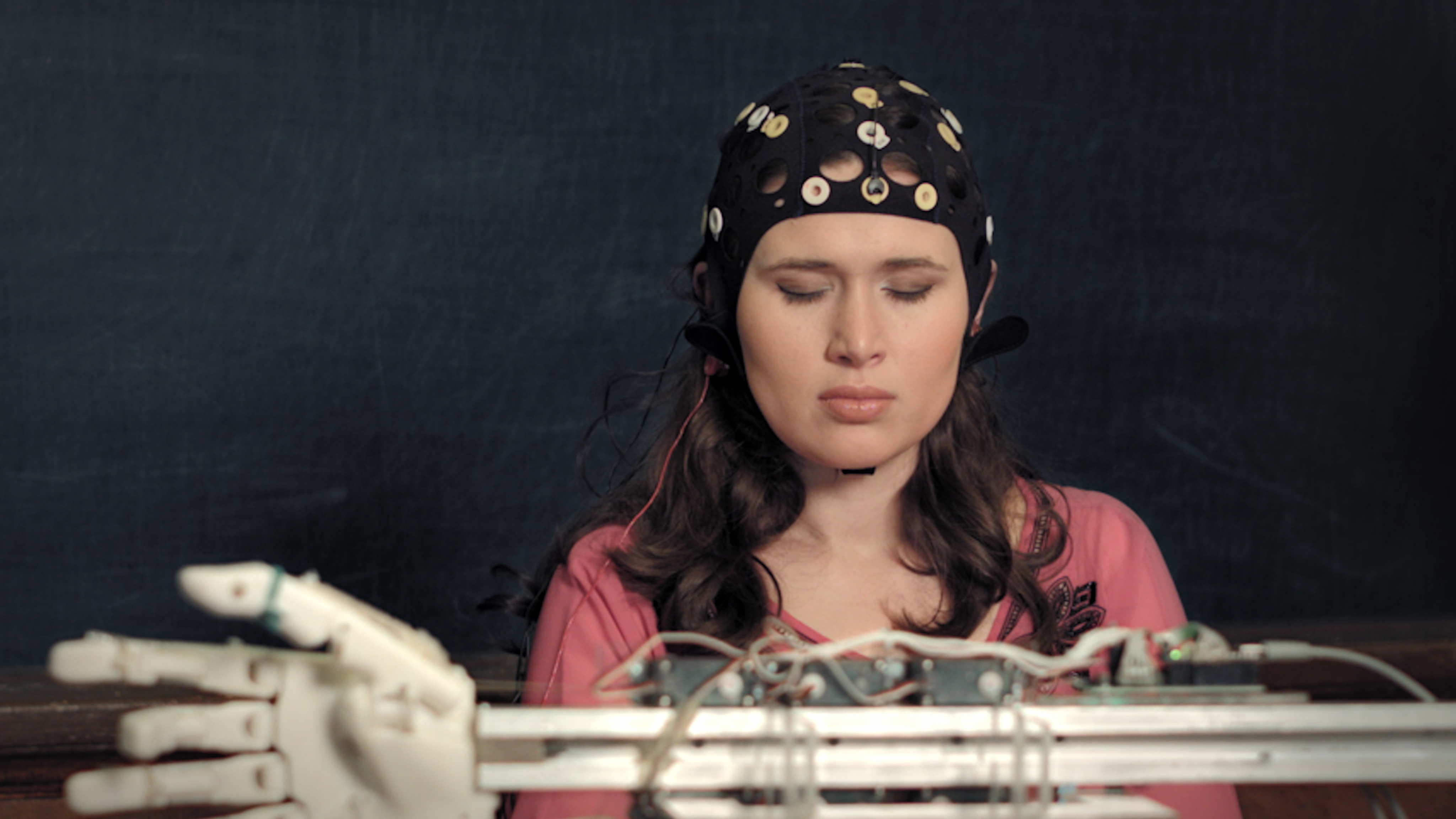
Via een brain-computer interface bestuurt een vrouw de plastic arm met behulp van haar gedachten

Neurorechten zijn ethische, juridische, sociale of natuurlijke rechten die te maken hebben met de vrijheid en het recht van een persoon over zijn of haar brein en mentale wereld. Deze rechten kunnen worden omschreven als een nieuw internationaal juridisch kader voor mensenrechten, dat is bedoeld om de hersenen en hun werking te beschermen tegen misbruik van neurotechnologie. Onder neurotechnologie worden apparaten en technieken verstaan die hersenactiviteit kunnen meten of beïnvloeden.
Twee belangrijke vragen spelen een rol in de discussie over neurotechnologie:
1. In hoeverre bieden grondrechten voldoende bescherming tegen technologieën die informatie over het brein en de geest kunnen verkrijgen, zoals hersenscans (bijvoorbeeld EEG's en fMRI's)?
2. In hoeverre kunnen deze technologieën het brein en de geest beïnvloeden, bijvoorbeeld door middel van hersenstimulatie en brain-computer interfaces?[3]

Onderzoekers in het Nederlands Juristenblad van 4 juni 2021 benadrukken dat het tijd is om neurorechten op de agenda van de Nederlandse politiek en rechtswetenschap te zetten. Ook onderzoekers van Tilburg University en de Universiteit Utrecht vinden dat de politiek en de rechtswetenschap zich moeten gaan verdiepen in neurorechten, nu technologieën die de hersenen kunnen 'lezen' en beïnvloeden in opkomst zijn.
In landen zoals Chili en Spanje wordt gewerkt aan de invoering van neurorechten, zoals het recht op mentale privacy, om het brein van burgers te beschermen tegen ongewenste invloeden van buitenaf. Deze landen zijn de eersten die concrete stappen zetten om specifieke neurorechten te verankeren in hun grondwet.

## NeuroRights Initiative
Er bestaat ook een initiatief dat zich richt op het beschermen van neurorechten: het NeuroRights Initiative. Dit project, opgezet door de Columbia-universiteit, reageert op de snelle ontwikkelingen in neurotechnologie. Volgens het NeuroRights Initiative moeten mensen de volledige controle hebben over hun eigen besluitvorming, zonder onbekende manipulatie door externe neurotechnologieën. Zo zouden neurotechnologieën risico's met zich mee brengen, zoals het schenden van mentale privacy of het beïnvloeden van iemands vrije wil.

### Vijf neurorechten
Het NeuroRights Initiative heeft vijf fundamentele rechten gedefinieerd om mensen te beschermen tegen misbruik van neurotechnologie:
- Mentale privacy. Het recht om gedachten en hersenactiviteit te beschermen tegen ongewenste toegang of openbaarmaking.
- Persoonlijke identiteit. Het recht om controle te behouden over je persoonlijkheid en mentale integriteit.
- Vrije wil. Het recht om zonder manipulatie je eigen keuzes te maken.
- Eerlijke toegang tot mentale versterking. Het garanderen dat de voordelen van neurotechnologie eerlijk worden verdeeld.
- Bescherming tegen vooroordelen. Het recht om beschermd te worden tegen vooroordelen die door technologie kunnen ontstaan of versterkt worden.[8]